# Іскандер-хан
Іскандер-хан (*1512 —22 червня 1583) — 10-й хан Держави Шейбанідів у 1561—1583 роках.

## Життєпис
Праонук Абулхайр-хана, володаря Держави кочових узбеків, онук Хаджа-Мухаммеда. Син Джанібек-султана, хакіма (правителя) Міанкаля. Народився 1512 року. Невдовзі разом з батьком перебрався до Карміну, який спадкував 1529 року після смерті Джанібек-султана.
Визнавав зверхність родича — верховного володаря держави Убайдулли-хана. У 1540 року у зв'язку з протистоянням між верховним ханом Абдуллатіфом і Абдулазізом (сином Убайдулли-хана) підтримував останнього. Водночас мав гарні відносини зі своїми братами Кістин Кара-султаном і Пірмухаммедом, правителя Балху.
З початку 1550-х років передав фактичну владу синові Абдуллі-султану. 1551 року перебрався до Балху. Лише після того, як його брат Пірмухаммед у 1556 році став верховним ханом повернувся до Карміна.
1561 року Абдулла-султан погиркався зі стрийком Пірмухаммед-ханом I, після чого у бухарі оголосив Іскандера верховним ханом. Фактично Держава Шейбанідів мала двох верховних володарів до смерті Пірмухаммеда у 1567 році.
Іскандер-хан практично не втручався у державні справи, які доручив синові Абдуллі, який саме в часи офіційного панування батька об'єднав і централізував державу, ліквідувавши до того майже незалежні володіння представників гілок династії Шейбанідів.
Сам Іскандер-хан більше опікувався питаннями релігії, за що отримав прізвисько падишах-і дарвішан (володарем дервішів). На його кошти було зведено у Бухарі мечеть, що отримала ім'я Іскандер-хана (знесено на початку 1950-х років). Іншим захопленням було соколине полювання.
Помер Іскандер-хан 1583 року. Трон перейшов до Абдулли-хана II.